# XXIV обикновено народно събрание
Двадесет и четвъртото обикновено народно събрание (XXIV ОНС) е народно събрание на Царство България, заседавало от 22 май 1938 до 27 април 1939 в сградата на Народното събрание в София, брой депутати – 160. XXIV ОНС се разпуска предсрочно на 24 октомври 1939 след неразбирателства относно външната политика на България в навечерието на Втората световна война.

## Избори
Изборите за XXIV ОНС са проведени в периода 6 – 27 март 1938, съгласно указ на цар Борис III № 5 от 5 януари същата година. Това са първите избори след Деветнадесетомайския преврат от 1934 г., след който са забранени всички политически партии. Избирателната активност е 69,5% или 2 261 862 души. Изборите се спечелват от привърженици на безпартийното управление. Избрани са общо 160 народни представители: 93 места за безпартийните и 67 за опозицията.

## Сесии
- I извънредна (22 май – 22 юли 1938)
- II извънредна (23 – 28 октомври 1938)
- I редовна (28 октомври 1938 – 27 април 1939)

## Бюро

### Председател
- Стойчо Мошанов

### Подпредседатели
- Георги Марков
- Димитър Пешев